# 國家足球聯盟 (印度)
國家足球聯盟（英語：National Football League）是印度足球聯賽系統中從1996年到2007年的男子最高級別，由全印足球協會於1996年主辦，是印度第一個全國性組織的足球聯賽。在1997年增設第二級別聯賽，2006年加入第三級別聯賽。2008年為了將印度足球專業化，國家足球聯盟最終被I聯賽取代。在國家足球聯盟，球會除了進行聯賽比賽外，還會參加印度兩大國內盃賽事印度聯合會盃及杜蘭德盃。國家足球聯盟冠軍還會與聯合會盃冠軍對陣印度超級盃。

## 歷史
全印足球協會（AIFF）於1996年創立國家足球聯盟， 聯盟成立的目的是促進印度足球運動的發展。旁遮普邦的賈加蒂特棉紡贏得首屆聯賽冠軍。當時印度國家足球隊成員拜聰·般迪亞以14個進球成為該聯賽的最佳射手 。AIFF於1997年增設第二級別聯賽。加爾各答的塔利甘傑先鋒贏得了首屆第二組別聯賽冠軍。
2003年7月，聯賽冠軍東賓高贏得2003年東盟球會錦標賽冠軍，成為首支贏得亞洲賽事的印度球隊。2006年加入第三級別聯賽，實際上只是第二級別聯賽預賽。2008年賽季結束後，AIFF宣布國家足球聯盟將會解散，並於2007-08年賽季換成新成立的I聯賽。 

## 歷屆冠軍
| 賽季      | 冠軍 (奪冠次數) | 亞軍         | 季軍         | 最佳射手                            | 進球數 |
| --------- | --------------- | ------------ | ------------ | ----------------------------------- | ------ |
| 1996–97   | 賈加蒂特棉紡    | 丘吉尔兄弟   | 東賓高       | 拜聰·般迪亞 (賈加蒂特棉紡)          | 14     |
| 1997–98   | 莫亨巴根        | 東賓高       | 薩爾高卡     | 拉曼·維亞揚 (高知)                  | 10     |
| 1998–99   | 薩爾高卡        | 東賓高       | 丘吉尔兄弟   | 菲利普·門薩 (丘吉尔兄弟)            | 11     |
| 1999–2000 | 莫亨巴根 (2)    | 丘吉尔兄弟   | 薩爾高卡     | 伊戈爾·什克維林 (莫亨巴根)          | 11     |
| 2000–01   | 東賓高          | 莫亨巴根     | 丘吉尔兄弟   | 荷西·巴雷托 (莫亨巴根)              | 14     |
| 2001–02   | 莫亨巴根 (3)    | 丘吉尔兄弟   | 華斯高體育會 | 尤希夫·雅庫布 (丘吉尔兄弟)          | 18     |
| 2002–03   | 東賓高 (2)      | 薩爾高卡     | 華斯高體育會 | 尤希夫·雅庫布 (丘吉尔兄弟)          | 21     |
| 2003–04   | 東賓高 (3)      | 丹波         | 馬辛德拉聯   | 克里斯蒂亞諾·朱尼爾 (東賓高)        | 15     |
| 2004–05   | 丹波            | 果阿競技     | 東賓高       | 杜杜·奧瑪格貝尼 (果阿競技)          | 21     |
| 2005–06   | 馬辛德拉聯      | 東賓高       | 莫亨巴根     | 蘭提·馬丁斯 (丹波)                  | 13     |
| 2006–07   | 丹波 (2)        | 賈加蒂特棉紡 | 馬辛德拉聯   | 奧達菲·安耶卡·奧高里爾 (丘吉尔兄弟) | 18     |